# Withius abyssinicus
Espèce
Synonymes
- Allowithius abyssinicus Beier, 1944

Withius abyssinicus est une espèce de pseudoscorpions de la famille des Withiidae.

## Distribution
Cette espèce se rencontre en Éthiopie et au Kenya.

## Description
Le mâle holotype mesure 1,5 mm.

## Étymologie
Son nom d'espèce lui a été donné en référence au lieu de sa découverte, l'Abyssinie.

## Publication originale
- Beier, 1944 : Über Pseudoscorpioniden aus Ostafrika. Eos, Madrid, vol. 20, p. 173-212 (texte intégral).